# Hagariter
Hagariter (hebreiska hagri) var enligt Bibeln en arabisk nomadstam härstammande från Hagar, som på Sauls tid besegrades av de öster om Jordan boende israelitiska stammarna (1 Krön. 5:10,19 ff.). I Psaltaren 83:7 omtalas de jämte Edom och Moab såsom Israels fiender. En hagarit var uppsyningsman över Davids småboskap enligt 1 Krön. 27: 31. Hagriterna levde i ökenområdet öster om Gilead. De fördrevs slutligen från sin mark vid den assyriska invasionen, varefter de kan likställas med andra grupper.